# NGC 1536
NGC 1536 je galaksija u zviježđu Mreži.

## Vanjske poveznice
- SEDS: NGC 1536